# Horsmar

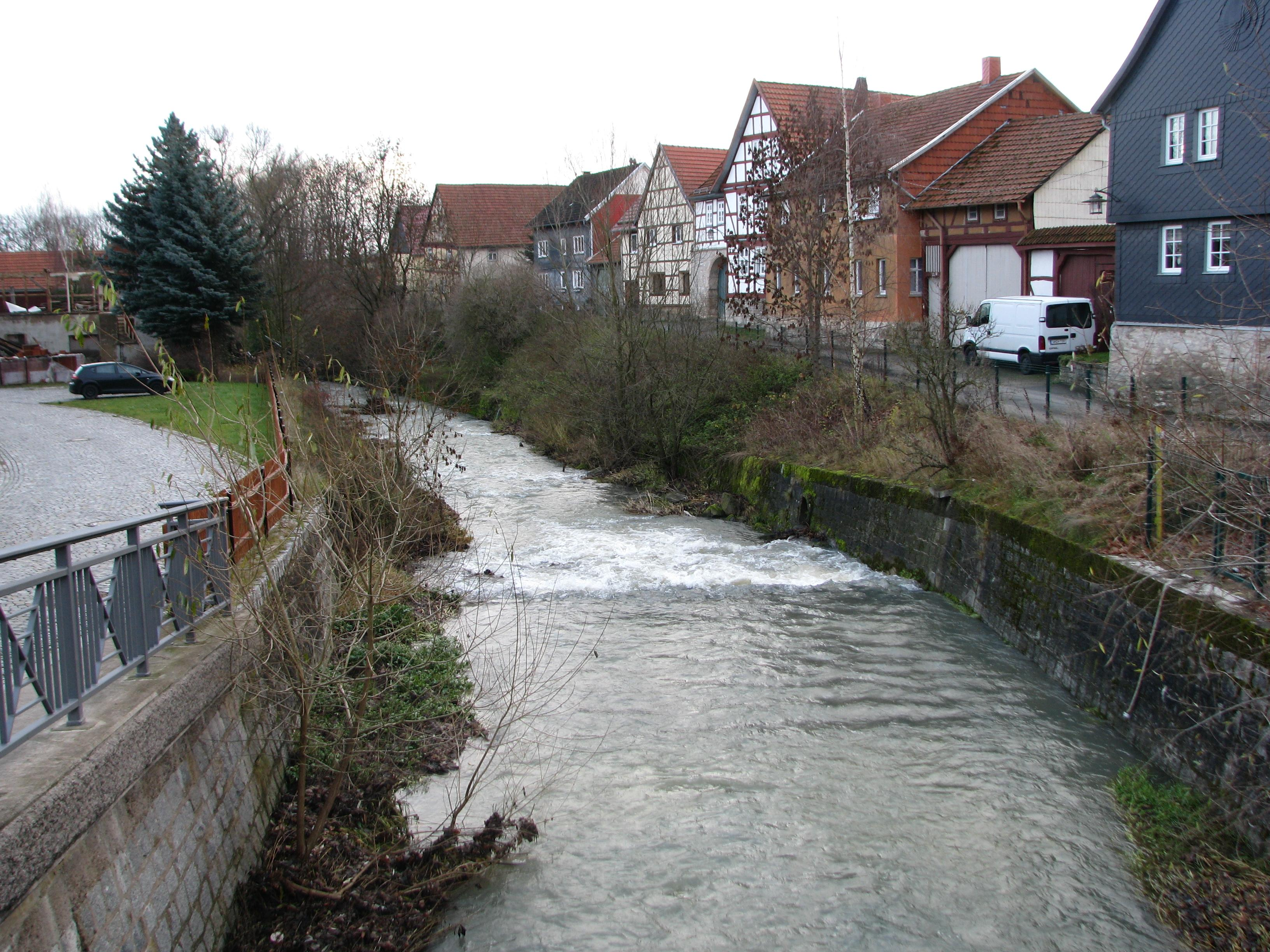
Die Unstrut in Horsmar

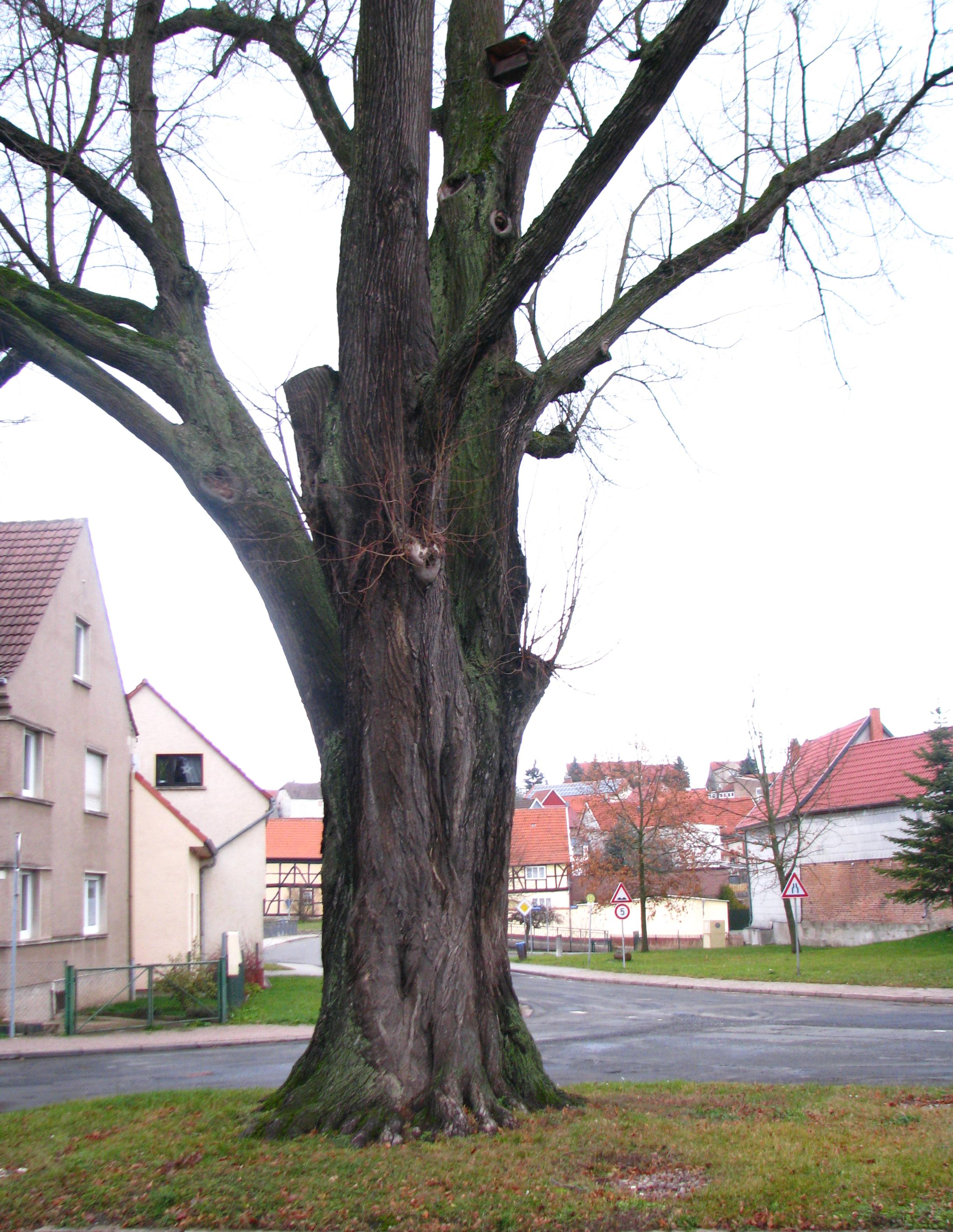
Die Backstorlinde, ein Wahrzeichen von Horsmar

Horsmar ist eine Ortschaft mit 574 Einwohnern im Norden des Unstrut-Hainich-Kreises (Thüringen). Sie ist ein Ortsteil der Gemeinde Unstruttal mit Sitz in Ammern.

## Geografie

### Lage
Horsmar liegt im oberen Unstruttal zwischen den Städten Dingelstädt im Nordwesten und Mühlhausen im Osten. Die Gemarkung reicht im Westen und Norden bis zum Mühlhäuser Landgraben, der das im Westen davon liegende katholische Eichsfeld vom östlich davon gelegenen evangelischen, ehemaligen Gebiet der Freien Reichsstadt Mühlhausen trennt. Im Süden geht sie bis zur B 247, die auf der Mark, einem Hochplateau zwischen den Tälern von Luhne und Unstrut, entlangführt. Die Nachbarorte sind Zella im Westen, Beberstedt im Norden, Eigenrode im Nordosten, Dachrieden im Südosten und Lengefeld im Süden. Horsmar liegt in einer Höhenlage zwischen etwa 265 m NN im Unstruttal und 460 m NN unterhalb der Eigenröder Warte an der Nordecke der Gemarkung.

### Ortsteile
Östlich des Hauptortes befindet sich im Unstruttal der Streusiedlungsbereich Beyrode.

### Geologie
Der oberflächennahe geologische Untergrund wird von den Kalken des Oberen Muschelkalks gebildet. Nur in der Unstrutaue sind kleinflächig alluviale Schotter vorhanden. Das Geröll besteht jedoch v. a. aus Kalksteinen.

### Geomorphologie
Das Schneidertal durchzieht die Gemarkung von Horsmar im Norden. Es zählt zu den Trockentälern auf der Muschelkalk-Hochfläche nördlich der Unstrut. Der Bach im Schneidertal führt nur selten, und zwar nach Starkregenereignissen und nach der Schneeschmelze, Wasser. Sein Bachbett liegt die meiste Zeit des Jahres trocken und ist steinig. Er zählt damit zu den sogenannten Steingräben. Eine weitere Karsterscheinung sind die Erdfälle im Anroth und im Siechenholz, die durch die Auslaugung von Gips im Untergrund und den anschließenden Einsturz des Höhlendaches entstanden sind.

### Landnutzung
Die Flur wird zum Teil intensiv landwirtschaftlich genutzt. Mit dem Siechenholz im Norden, dem Anroth im Nordosten sowie kleineren Waldungen am Mühlhäuser Landgraben liegen jedoch auch umfangreiche Waldflächen auf der Gemarkung von Horsmar.

## Geschichte

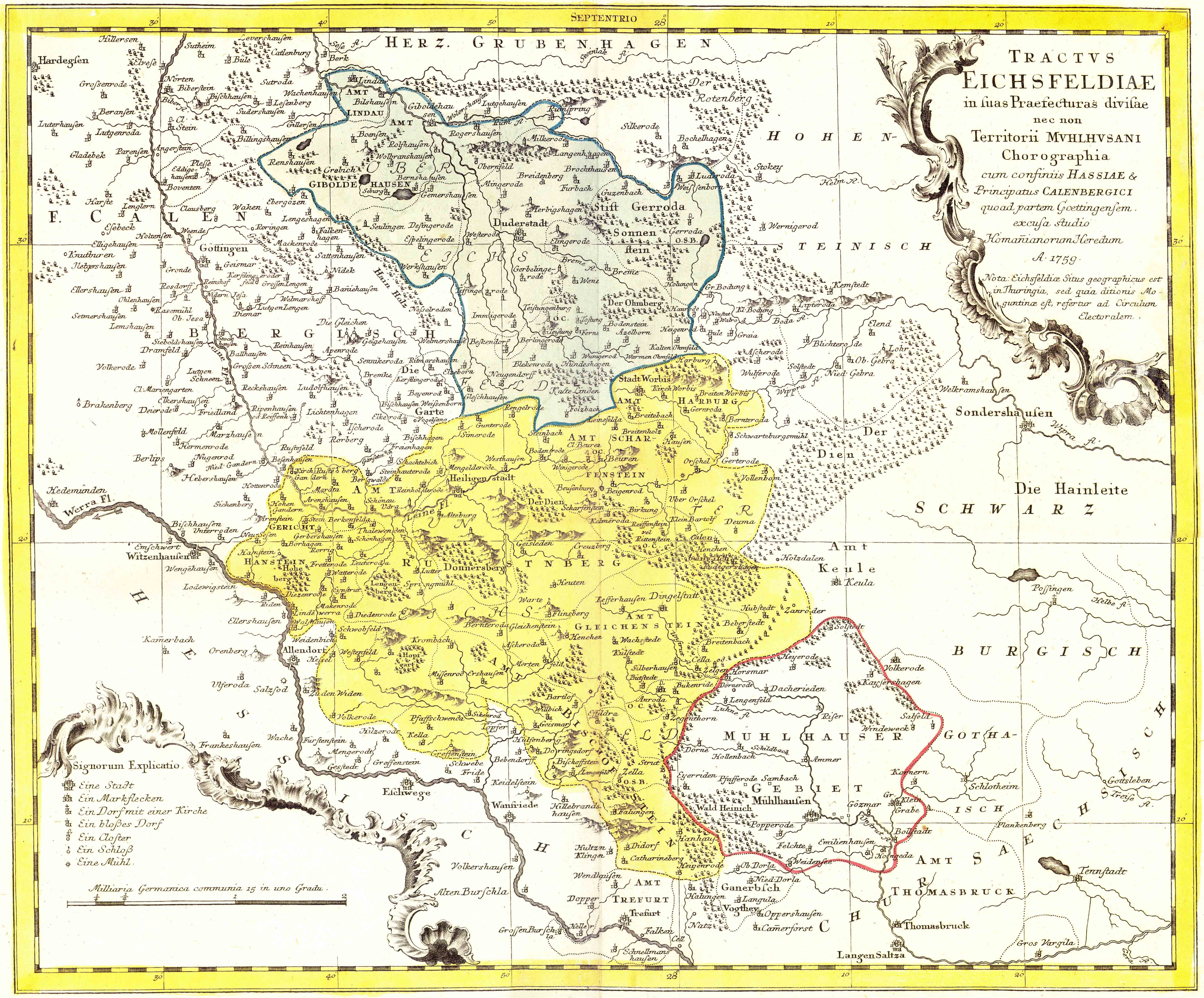
Das Eichsfeld und das Gebiet der Freien und Reichsstadt Mühlhausen mit Horsmar um 1759 (Die Karte enthält einige Fehler: siehe Kartenbeschreibung auf Commons)

Über Jahrhunderte zählte Horsmar zum Einflussbereich der Reichsstadt Mühlhausen. 1565 zählte man im Ort 85 Mann Bevölkerung.
1802 fiel Horsmar zusammen mit Mühlhausen an das Königreich Preußen, von 1807 bis 1813 an das von Napoleon geschaffene Königreich Westphalen (Kanton Dachrieden) und wurde nach dem Wiener Kongress 1816 dem Landkreis Mühlhausen in der preußischen Provinz Sachsen zugeordnet.
Am 2. September 1995 bildete Horsmar zusammen mit Ammern, Dachrieden, Eigenrode, Kaisershagen und Reiser die neue Gemeinde Unstruttal als Nachfolgerin der aufgelösten Verwaltungsgemeinschaft Unstrut-Luhne.

## Wirtschaft und Infrastruktur

### Verwaltung
Horsmar ist Sitz einer Kirchengemeinde des Evangelischen Kirchenkreises Mühlhausen und eines Forstreviers. Die Revierförsterei wurde auf den Grundmauern der Horsmarer Warte am Mühlhäuser Landgraben erbaut.

### Unternehmen
Am Nordrand des Ortes befinden sich Stallanlagen eines Landwirtschaftsbetriebes. Eine Gaststätte befindet sich in der Ortsmitte.

### Verkehr
Die B 247 zwischen Mühlhausen und Dingelstädt tangiert die Gemarkung von Horsmar im Süden. Der Ort ist durch eine Verbindungsstraße an die Bundesstraße angeschlossen. Eine Ortsverbindungsstraße im Unstruttal verknüpft Horsmar mit den Nachbarorten Dachrieden und Zella. Eine schmale Asphaltstraße führt zum ehemaligen Rittergut Breitenbich 1,5 km nordwestlich von Horsmar. In Horsmar führt eine Brücke über die Unstrut. Nördlich der Ortslage führt die Bahnstrecke Gotha–Leinefelde vorüber. Horsmar selbst verfügt jedoch nicht über einen Bahnhof. Ein Haltepunkt der Regionalbahn befindet sich nordöstlich des Nachbarortes Zella, ein Regionalexpresshalt im östlichen Nachbarort Dachrieden.

### Bildung
Im Südwesten des Dorfes befindet sich eine Kindertagesstätte.

## Vereine
Seit Januar 1970 existiert mit der BSG „Traktor Horsmar“ ein Sportverein. Zunächst wurde Fußball angeboten, später kamen Frauensport (ab 1985) und Tischtennis hinzu. Der Sportplatz und das Sportlerheim entstanden in Eigenleistung im Unstruttal östlich des Ortes. Der Sportverein wurde 1990 in „HSV Horsmar 1990“ umbenannt. Des Weiteren existieren ein Antennenverein, Heimatverein, Gesangsverein, Gartenverein und der Feuerwehrverein.

## Sehenswürdigkeiten

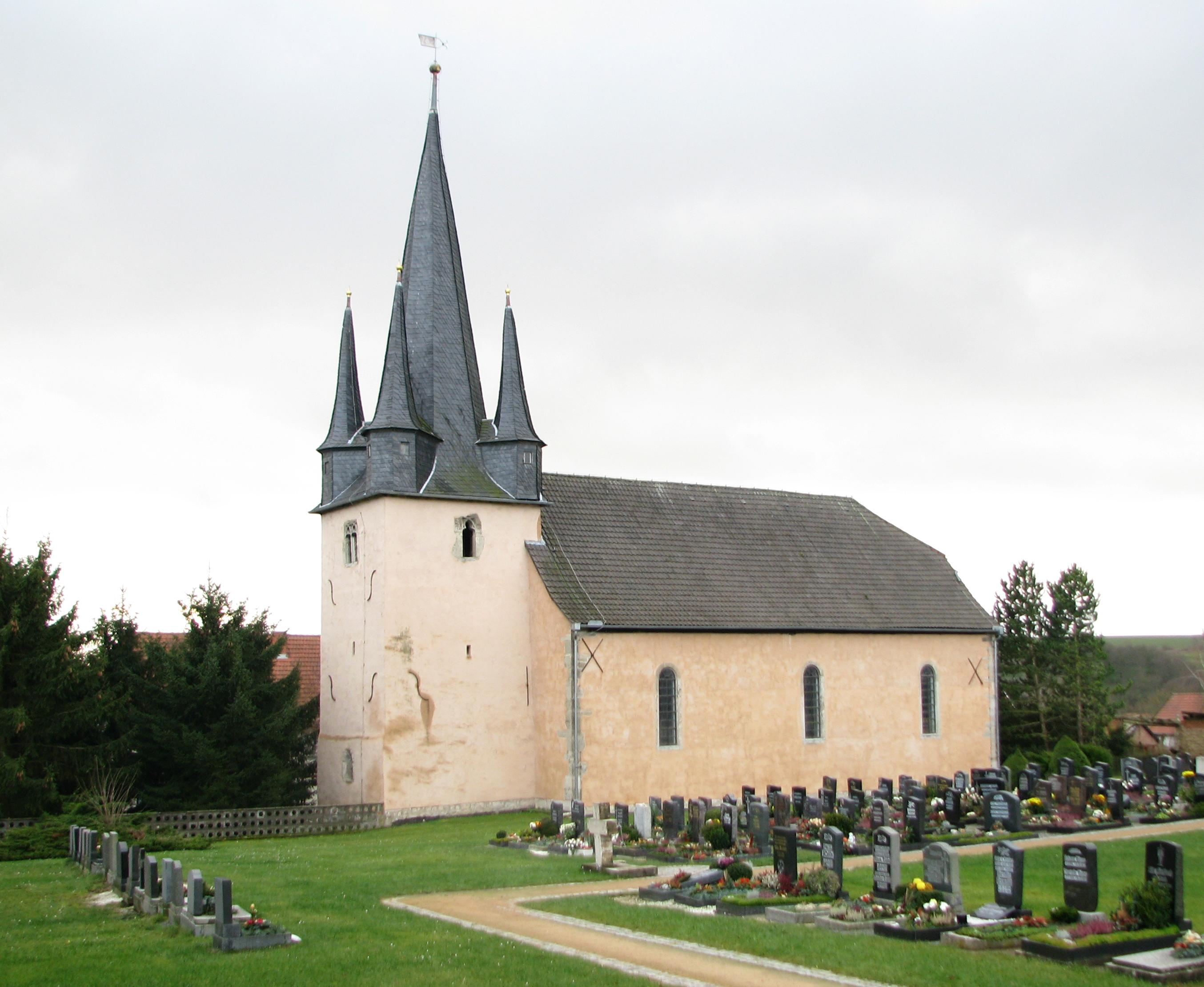
Sankt Pankratius zu Horsmar

- Die evangelische Pankratiuskirche ist ein Barockbau von 1721. Sie ersetzt einen durch Feuer fast vollständig niedergebrannten Vorgängerbau am nördlichen Talhang der Unstrut. Das Tonnengewölbe wurde von dem Horsmarer Maler Johannes Rieden 1754 mit bunten Szenen aus Christi Leben ausstaffiert. Der mit vier korinthischen Säulen geschmückte Altar stammt von 1821.
- Die Backstorlinde am südlichen Ortseingang ist ein Erkennungszeichen des Ortes. Die zweistämmige Winterlinde ist etwa 24 m hoch und weist einen Stammumfang von etwa 5 m auf. Sie wurde 1936 als Naturdenkmal unter Schutz gestellt.
- Auf dem Balzenberg, etwa 2 km nordnordöstlich der Ortslage befinden sich am Rand eines Feldweges 2 alte Stieleichen, die sogenannten Franzoseneichen. Der Legende nach sollen 1761 nach einem Scharmützel zwischen französischen und preußischen Truppen drei getötete französische Offiziere begraben worden sein. Für jeden wurde eine Eiche gepflanzt. Zwei der Eichen sind bis heute stehen geblieben. Sie wurden 1936 bereits als Naturdenkmale geschützt.
- 4,5 km des insgesamt 26 km langen Mühlhäuser Landgrabens, eines Schutzgrabens für die Freie Reichsstadt Mühlhausen aus dem 14. Jahrhundert, führen entlang der Nordwestgrenze der Horsmarer Gemarkung. Interessant sind die alte Wallanlage und der darauf befindliche alte Baumbestand aus Eichen, Buchen und anderen Baumarten.

## Persönlichkeiten
- Christian Wilhelm Volland (1682–1757), königlich-britischer sowie braunschweig-lüneburgischer Kirchen- und Konsistorialrat, Superintendent und Schulinspektor der Reichsstadt Mühlhausen
- Thomas Gröger (* 1967), Politiker (AfD), 2021–2024 Abgeordneter im Thüringer Landtag, wohnhaft in Horsmar

## Besonderheiten
Eine etwa 200 Jahre alte Sommerlinde am Brunnen im Nordwesten des Ortes musste im Mai 2007 aus Gründen der Verkehrssicherungspflicht im Auftrag der Gemeinde gefällt werden. Durch eine Anwohnerin, die sich kurz entschlossen an den Stamm fesselte, wurde die Fällung zunächst vereitelt. Die anschließende Sammlung von Spendengeldern für einen unabhängigen Gutachter und Unterschriftensammlung für den Erhalt des Baumes konnte die Fällung letztendlich jedoch nicht verhindern. Der Bürgermeister setzte geltendes Recht mit Hilfe der Polizei schließlich um. Die Linde fiel gegen alle Proteste in den Morgenstunden des 21. Mai 2007.

## Sonstiges
Der jetzige Ortsbürgermeister ist Jan Wernecke.